# Eustacio Chamorro
Eustacio Chamorro – piłkarz paragwajski, obrońca.
Jako piłkarz klubu Club Presidente Hayes był w kadrze narodowej na pierwsze mistrzostwa świata w 1930 roku, gdzie Paragwaj odpadł w fazie grupowej. Chamorro nie zagrał jednak w żadnym meczu.